# Remo nos Jogos Pan-Americanos de 2023 - Dois sem masculino
A competição do dois sem masculino do remo nos Jogos Pan-Americanos de 2023 foi disputada entre 21 e 23 de outubro de 2023 na Lagoa Grande, em San Pedro de la Paz. Um total de 24 remadores de 12 Comitês Olímpicos Nacionais (CON) participaram do evento.

## Calendário
Horário local (UTC−3).
| Data          | Hora | Fase          |
| ------------- | ---- | ------------- |
| 21 de outubro | 8:20 | Eliminatórias |
| 22 de outubro | 9:10 | Repescagem    |
| 23 de outubro | 8:30 | Final B       |
| 23 de outubro | 8:50 | Final A       |

## Medalhistas
| Ouro   | USA Alexander Hedge e Ezra Carlson |
| Prata  | URU Esteban Sosa e Leandro Rodas   |
| Bronze | MEX Hugo Reyes e Jordy Gutiérrez   |

## Resultados

### Eliminatórias
Os vencedores de cada bateria se classificam à Final A, os restantes disputam a repescagem.
Bateria 1
| Pos. | Remadores                         | CON                      | Tempo   | Notas |
| ---- | --------------------------------- | ------------------------ | ------- | ----- |
| 1    | Ignacio Pacheco Joel Romero       | ARG Argentina            | 6:59:86 | FA    |
| 2    | Alef Fontoura Bernardo Boggian    | BRA Brasil               | 7:04:67 | R     |
| 3    | Henry Heredia Luis León           | CUB Cuba                 | 7:06:09 | R     |
| 4    | Matías Ramírez Gustavo Ávalos     | PAR Paraguai             | 7:23:49 | R     |
| 5    | Lisardo Díaz Alfredo Esquea       | DOM República Dominicana | 7:45:34 | R     |
| 6    | Walter González Michael Hernández | NCA Nicarágua            | 7:55:27 | R     |

Bateria 2
| Pos. | Remadores                          | CON                | Tempo   | Notas |
| ---- | ---------------------------------- | ------------------ | ------- | ----- |
| 1    | Alexander Hedge Ezra Carlson       | USA Estados Unidos | 6:55:19 | FA    |
| 2    | Nahuel Reyes Marcelo Poo           | CHI Chile          | 7:01:64 | R     |
| 3    | Hugo Reyes Jordy Gutiérrez         | MEX México         | 7:03:07 | R     |
| 4    | Esteban Sosa Leandro Rodas         | URU Uruguai        | 7:08:07 | R     |
| 5    | Quinn Storey Connor Attridge       | CAN Canadá         | 7:19:14 | R     |
| 6    | Alberto Limonta Gianfranco Coletti | PER Peru           | 7:43:68 | R     |

### Repescagem
Os dois primeiros de cada bateria de repescagem se classificam à Final A, os restantes disputam a Final B (fora da chance por medalhas).
Repescagem 1
| Pos. | Remadores                         | CON           | Tempo   | Notas |
| ---- | --------------------------------- | ------------- | ------- | ----- |
| 1    | Hugo Reyes Jordy Gutiérrez        | MEX México    | 6:46.70 | FA    |
| 2    | Alef Fontoura Bernardo Boggian    | BRA Brasil    | 6:50.35 | FA    |
| 3    | Quinn Storey Connor Attridge      | CAN Canadá    | 6:55.44 | FB    |
| 4    | Matías Ramírez Gustavo Ávalos     | PAR Paraguai  | 7:06.19 | FB    |
| 5    | Walter González Michael Hernández | NCA Nicarágua | 7:42.77 | FB    |

Repescagem 2
| Pos. | Remadores                          | CON                      | Tempo   | Notas |
| ---- | ---------------------------------- | ------------------------ | ------- | ----- |
| 1    | Esteban Sosa Leandro Rodas         | URU Uruguai              | 6:49.91 | FA    |
| 2    | Nahuel Reyes Marcelo Poo           | CHI Chile                | 6:53.51 | FA    |
| 3    | Henry Heredia Luis León            | CUB Cuba                 | 6:56.91 | FB    |
| 4    | Alberto Limonta Gianfranco Coletti | PER Peru                 | 7:24.87 | FB    |
| 5    | Lisardo Díaz Alfredo Esquea        | DOM República Dominicana | 7:32.27 | FB    |

### Finais
As regatas finais definem as posições de todos os remadores. Na Final A são decididos os medalhistas.
Final B
| Pos. | Remadores                          | CON                      | Tempo   | Notas |
| ---- | ---------------------------------- | ------------------------ | ------- | ----- |
| 7    | Quinn Storey Connor Attridge       | CAN Canadá               | 6:59.13 |       |
| 8    | Matías Ramírez Gustavo Ávalos      | PAR Paraguai             | 7:04.27 |       |
| 9    | Alberto Limonta Gianfranco Coletti | PER Peru                 | 7:19.53 |       |
| 10   | Lisardo Díaz Alfredo Esquea        | DOM República Dominicana | 7:25.67 |       |
| 11   | Walter González Michael Hernández  | NCA Nicarágua            | 7:32.64 |       |
|      | Henry Heredia Luis León            | CUB Cuba                 | DNS     |       |

Final A
| Pos.              | Remadores                      | CON                | Tempo   | Notas |
| ----------------- | ------------------------------ | ------------------ | ------- | ----- |
| Medalha de ouro   | Alexander Hedge Ezra Carlson   | USA Estados Unidos | 6:35.16 |       |
| Medalha de prata  | Esteban Sosa Leandro Rodas     | URU Uruguai        | 6:38.82 |       |
| Medalha de bronze | Hugo Reyes Jordy Gutiérrez     | MEX México         | 6:38.98 |       |
| 4                 | Nahuel Reyes Marcelo Poo       | CHI Chile          | 6:41.70 |       |
| 5                 | Ignacio Pacheco Joel Romero    | ARG Argentina      | 6:44.77 |       |
| 6                 | Alef Fontoura Bernardo Boggian | BRA Brasil         | 6:46.17 |       |